# Dino Dvornik
Miljenko Dvornik - Dino, hrvaški rock pevec in televizijski igralec, * 20. avgust 1964, Split, † 7. september 2008, Zagreb.

## Biografija
Rodil se je 20. avgusta 1964 kot sin slavnega igralca Borisa Dvornika v Splitu. Dino in njegov brat Dean Dvornik sta v sedemdesetih letih dvajsetega stoletja igrala v več televizijskih filmih in serijah, med katerimi je najbolj znana serija "Naše malo mesto", ki je slavila njunega očeta Borisa.
Dina ni zanimala za igranje in se je začel ukvarjati z glasbo. Leta 1980 je sestavil pop zasedbo Kitajski zid, s katero je promoviral funk glasbo. Ker je bil pod velikim stresom, je Dino pred vsakim nastopom začel jemati narkotike, sčasoma pa je postal zasvojen. Ko je v zgodnjih devetdesetih dobil hčer, se je odločil, da bo prenehal.
Leta 2006 sta se Dvornikova odločila narediti resničnostni šov po vzoru ameriškega zvezdnika Ozzyja Osborna z imenom "Dvornikovi". Oddaja je bila predvajana eno sezono.

## Zasebno življenje
Dino se je leta 1989 poročil z Danijelo Kuljiš in leto kasneje dobil hčer Ello.

## Smrt
Umrl je 7. septembra 2008 v svojem stanovanju zaradi prevelikega odmerka, le osemnajst dni po praznovanju 44. rojstnega dne in šest mesecev po očetovi smrti. Zadnji intervju je dal julija 2008, zadnjič pa je bil v javnosti na tekmi Hajduka avgusta istega leta.

## Diskografija
- 1989 Dino Dvornik
- 1990 Kreativni nered
- 1993 Priroda i društvo
- 1997 Enfant terrible
- 1998 The Best of
- 1999 Big Mamma
- 2002 Svicky
- 2008 Pandorina kutija